# Kövér Gyula
Kövér Gyula, teljes nevén Kövér Gyula József István (Verpelét, 1883. március 14. – Helsinki, 1950) festőművész.

## Élete, munkássága
Kövér Gyula a Heves vármegyei Verpeléten született Kövér Bertalan segédszolgabíró és Bayer Anna fiaként. Képzőművészeti tanulmányait Budapesten, a Képzőművészeti Főiskolán folytatta 1902 és 1906 között, Székely Bertalannál és Révész Imrénél. A főiskola után Münchenben tanult tovább, az ottani Képzőművészeti Akadémián, Peter Halm rézkarcoló osztályában. Ezt követően Párizsban is tanult, H. Martinnál. Első kiállításai is Münchenben voltak, majd Párizs, Róma, Madrid és más nagyvárosok kiállító termei következtek. Magyarországon 1909-ben volt az első kiállítása, Budapesten, majd a következő 1911-ben ugyanitt. 1914-ben elnyerte a kortárs fiatal művészeket támogató ösztöndíjat, a Ferenc József koronázási jubileumi-díjat.
Az első világháború kitörése után, 1915. január 15-én vonult be a miskolci 10. honvéd gyalogezredhez mint önkéntes. Elvégezte a tartalékos tiszti iskolát, és innen került az orosz frontra, ahol Meilinger Dezsővel együtt rajzokban örökítette meg a harctéri eseményeket, a katonai lét mindennapjait. Mint szakasz- és századparancsnok 35 hónapon át vett részt az ezred harcaiban. Sassy Csaba írása szerint, mint festőművész, az „ezred hadifestője lett”. E minőségében ő volt az illusztrátora a 10-es honvéd című tábori lapnak, számos karikatúrája jelent meg benne a tisztikar tagjairól és a honvédekről. Rajzai annyira népszerűek voltak, hogy képeslapokon is árusították Miskolcon. Ezekből a karikatúrákból külön albumot is állított össze 1916-ban, Kacagó lapok a komoly időkből (1915–16) címmel. Az album áttörő sikerére jellemző, hogy még József főherceg is átlapozta, és sokszor elmosolyodott a színes rajzokon és a találó aláírásokon. Több más kitüntetés mellett megkapta az ezüst és a bronz Signum Laudist. Leszerelése után Meilingerrel együtt volt egy közös kiállítása Miskolcon 1917-ben, a vármegyeházán.
A háború után Budapesten telepedett le, és portrékat, tájképeket, de főként női aktokat festett. A karikatúrarajzolással sem hagyott fel, több lap számára is rajzolt. 1917-ben és 1919-ben csoportos kiállítása volt a Nemzeti Szalonban, 1922-ben elnyerte az Erzsébetvárosi Kaszinó, 1923-ban pedig a Műcsarnok akt-díját.
Kövér házasságának története egy hamisítatlan romantikus mese. A festő még Münchenben, 1907-ben ismerkedett meg Alice Stünkellel, egy finn lánnyal, s szerelem szövődött közöttük. Amikor mindketten hazautaztak, a kapcsolat nem szűnt meg, sokáig leveleztek egymással. A lány – Kövér hozzájárulásával – férjhez ment Finnországban egy mérnökhöz, majd azt a hírt kapta, hogy a festő meghalt az orosz fronton. Amikor Alice fia Berlinben tanult állatorvosnak, ottani magyaroktól tudta meg, hogy a festő nem halt meg. Az asszony ekkor Budapestre utazott, és összeházasodtak. Feltehetően a második világháború után Finnországba költöztek, és Kövér Gyula itt halt meg 1950-ben. Urnája Helsinkiben, a Hietaniemi temetőben található.